# Lufttaxi Fluggesellschaft
Lufttaxi Fluggesellschaft (kurz auch Lufttaxi Flug oder Lufttaxi Dortmund) war eine deutsche Fluggesellschaft mit Sitz in Dortmund. Sie war zwischen 1996 und 2005 im Business-Charterverkehr tätig und betrieb individuelle europaweite Geschäftsflüge.

## Flotte
Die Lufttaxi-Flotte bestand zuletzt aus:
- 1 Cessna Citation 525
- 1 Cessna 441 Conquest
- 1 Beechcraft King Air
- 1 Piaggio P.180 Avanti